# Fédération congolaise de handball
La Fédération Congolaise de Handball (Fécohand) est l'organisme qui administre et contrôle le handball et le beach handball en République du Congo. Fondée en 1970, la fédération est membre de la Confédération africaine de handball (CAHB) et de la Fédération internationale de handball (IHF). Elle est classée 46e au classement mondial des fédérations de l'IHF.

## Équipes nationales
- Équipe du Congo féminine de handball, quadruple championne d'Afrique
- Équipe du Congo masculine de handball

## Personnalités liées à la fédération
- Claude Emmanuel Eta-Onka, président de 1992 à 1996
- Henri Joseph Parra, président de 2008 à 2016[2]
- Jean Claude Ibovi, président de 2016[3] à 2020
- César Ndzota, président de 2016[4] à 2020 à 2021
- Ayessa Ndinga Yengue, président depuis 2021[5]